# (3814) Hoshi-no-mura
(3814) Hoshi-no-mura (1981 JA) – planetoida z pasa głównego asteroid okrążająca Słońce w ciągu 5 lat i 220 dni w średniej odległości 3,15 j.a. Odkrył ją Toshimasa Furuta 4 maja 1981 roku.